# There Will Be Blood
There Will Be Blood (llamada Petróleo sangriento en Latinoamérica y Pozos de ambición en España) es una película estadounidense de 2007, dirigida por Paul Thomas Anderson, sobre un guion propio basado en la novela ¡Petróleo!, publicada en 1927 por Upton Sinclair. Se ambienta en los Estados Unidos de la primera mitad del siglo XX, cuando el petróleo estaba comenzando a convertirse en el elemento clave de la economía moderna, y narra la historia de un empresario obsesionado con hacerse rico a través de la perforación y explotación del nuevo recurso natural.
Protagonizada por Daniel Day-Lewis y Paul Dano la película obtuvo 137 nominaciones y 116 galardones. Entre estos últimos destacan sendos Premios Óscar, a Day-Lewis por actor principal y Robert Elswit en fotografía, los Oso de Plata recibidos por Anderson como director y Jonny Greenwood como compositor, el Globo de Oro a mejor actor para Day-Lewis, o el premio FIPRESCI de la crítica a mejor película del año.

## Sinopsis
Ambientada en el estrellato del petróleo en la frontera de California a principios del siglo XX, la historia relata el éxito de Daniel Plainview (Daniel Day-Lewis), que pasa de ser un minero extremadamente pobre que cría al niño H. W. (Dillon Freasier), hijo de un compañero minero que ha fallecido en un accidente, a convertirse en un magnate del petróleo hecho a sí mismo. Gracias a una revelación del personaje Paul Sunday (Paul Dano), Plainview descubre la existencia de un mar de petróleo bajo la tierra de un pequeño pueblo del Oeste, Little Boston, donde Daniel Plainview se traslada con su hijo, H.W. (Dillon Freasier), para explotar sus recursos. Y es en este pueblo perdido, en el que la única diversión gira en torno a la Iglesia Pentecostalista del carismático pastor Eli Sunday (hermano gemelo de Paul Sunday), donde Plainview y H.W. van a dar el golpe de sus vidas. Pero a medida que el petróleo les va haciendo cada vez más ricos, los conflictos van apareciendo: la corrupción, la mentira y las ingentes cantidades de petróleo pondrán en serio peligro las relaciones de Plainview con su familia, colegas y amigos. Mientras Plainview se establece en el pequeño pueblo, Eli ve construida su nueva iglesia, donde practica su doctrina mientras el magnate petrolero se hace millonario. 
Conforme avanza la historia, los habitantes ven un crecimiento en el lugar, pero a costa de algunas muertes y accidentes de trabajo, como un obrero muerto durante una perforación y la explosión del lugar de extracción, que deja sordo a H. W., hijo de Plainview. El pequeño pierde poco a poco la confianza de su padre, quien decide abandonarlo para continuar con su trabajo, entonces lo engaña subiendo a un tren, que parte con el pequeño a bordo, mientras el padre abandona la estación. Plainview busca construir una línea pero un propietario de varias hectáreas de terreno no ha dado el visto bueno, entonces acuerda hablar con este, el señor Bandy. Plainview y Bandy dialogan y logran un acuerdo: el empresario asiste a una reunión de la iglesia donde es humillado por Eli, sin embargo, Plainview logra su cometido y construye la línea.
Pasa el tiempo y Plainview es aún mucho más rico, aunque ha perdido todas sus amistades. Su hijo creció y en una visita a su mansión le dice que es un mal padre y quiere alejarse de él, le informa que viajará a México para crear una compañía petrolera, a lo que Plainview responde que será su competencia. Durante la conversación, el padre le revela que nunca fue su hijo biológico y fue solo recogido en una de las perforaciones. Impactado, H.W. deja la mansión de su padre. Otra visita a Plainview es de Eli, quien acude en su ayuda bajo el pretexto de saludarlo, aunque al principio dice que le va muy bien difundiendo la religión, poco a poco cede y le dice que tiene problemas económicos y ha perdido mucho en sus inversiones. Plainview toma venganza y obliga a Eli decir que es un «falso profeta y Dios es una superstición»; humillado y confundido, el joven pastor se da cuenta de que el viejo petrolero lo ha engañado, pues ya ha explotado una región de tierra que prometió compartir ganancias con Eli. Plainview se enfurece y humilla más al joven, quien intenta escapar de las agresiones, cuando al final, logra derribar al indefenso Eli y lo golpea varias veces, hasta matarlo.

## Reparto
- Daniel Day-Lewis - Daniel Plainview
- Paul Dano - Paul Sunday / Eli Sunday
- Dillon Freasier - HW
- Kevin J. O'Connor - Henry
- Sydney McCallister - Mary Sunday
- Hans Howes - Bandy
- Russell Harvard - HW adulto
- Paul F. Tompkins - Prescott
- Randall Carver - Señor Bankside
- Coco Leigh - Señora Bankside

## Producción

### Desarrollo

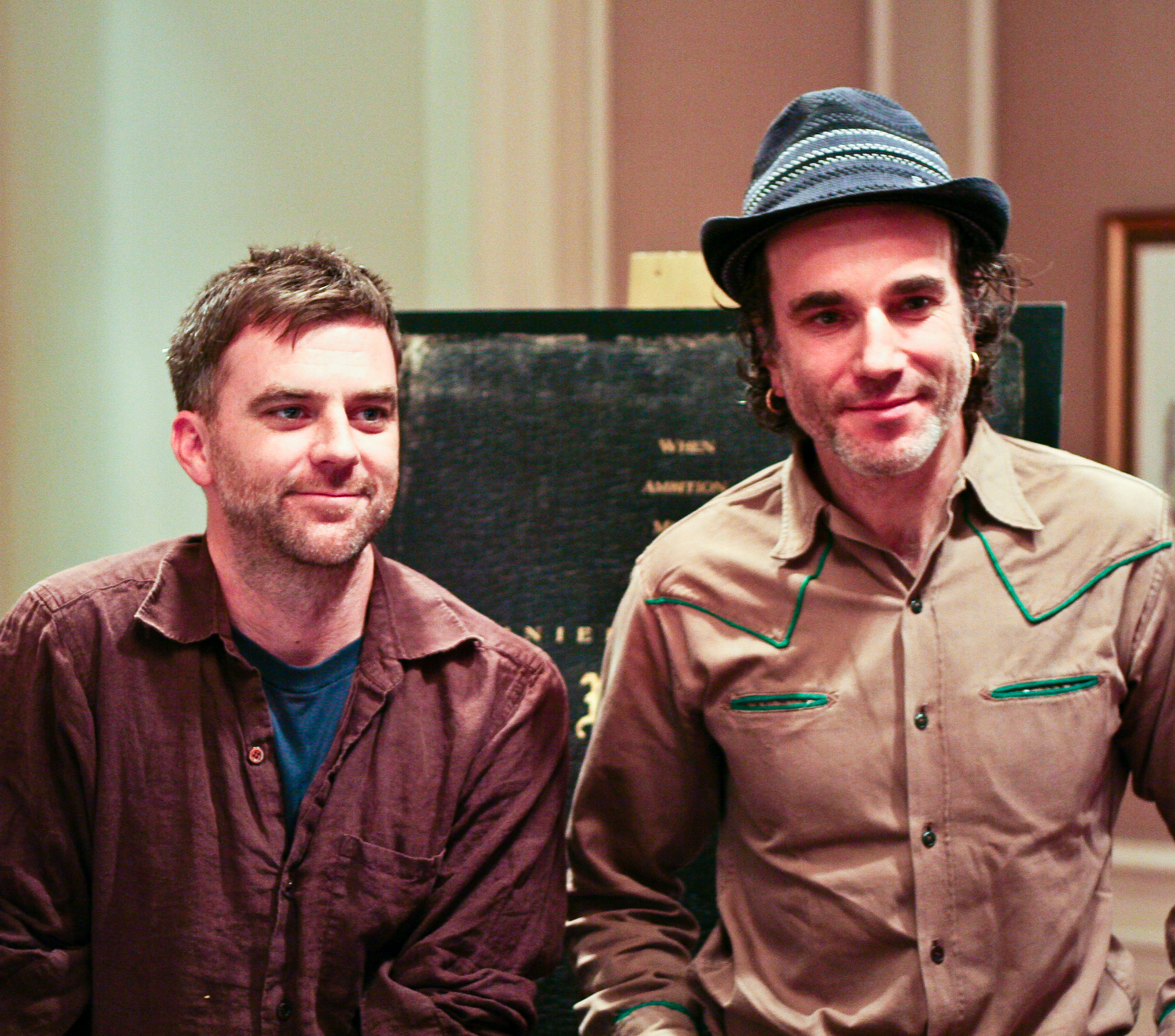
Paul Thomas Anderson y Daniel Day-Lewis en 2007.

El periodista de investigación Eric Schlosser leyó la novela ¡Petróleo! y compró los derechos para producir una película basada en el libro, entonces el director Paul Thomas Anderson se le acercó para trabajar en la cinta. El director estuvo trabajando en otro guion pero no pudo terminarlo, entonces se decidió a leer «¡Petróleo!», cuando comenzó a trabajar con Schlosser, el director ya tenía 150 páginas de guion escritas. Tras un tiempo de investigación, el director renombró la adaptación a There Will Be Blood.
Anderson ya había trabajado con el actor Daniel Day-Lewis y escribió el guion de la película exclusivamente para que el personaje fuera interpretado por el. El actor aceptó participar cuando el director le ofreció el papel y le entregó una copia del guion. En una entrevista para el The New York Observer Day-Lewis dijo que el motivo por el que aceptó el papel fue porque el director se encontraba realmente comprometido con el proyecto y los personajes.
La productora Joanne Sellar explicó que la película era difícil de financiar, ya que los estudios piensan que no es un tema apto para una película de gran presupuesto. Se necesitaron dos años para financiar el proyecto. En el caso de los actores, para el personaje del hijo de Daniel, el director buscó una persona que fuera capaz de disparar y conocer la vida «en ese mundo», refiriéndose a la actividad petrolera. Para la construcción de su personaje, Day-Lewis comenzó modificando su voz y para ello el director le había enviado grabaciones de varias películas y documentales relacionados al tema. El actor leyó además cartas de empleados y estudió fotografías.

### Rodaje

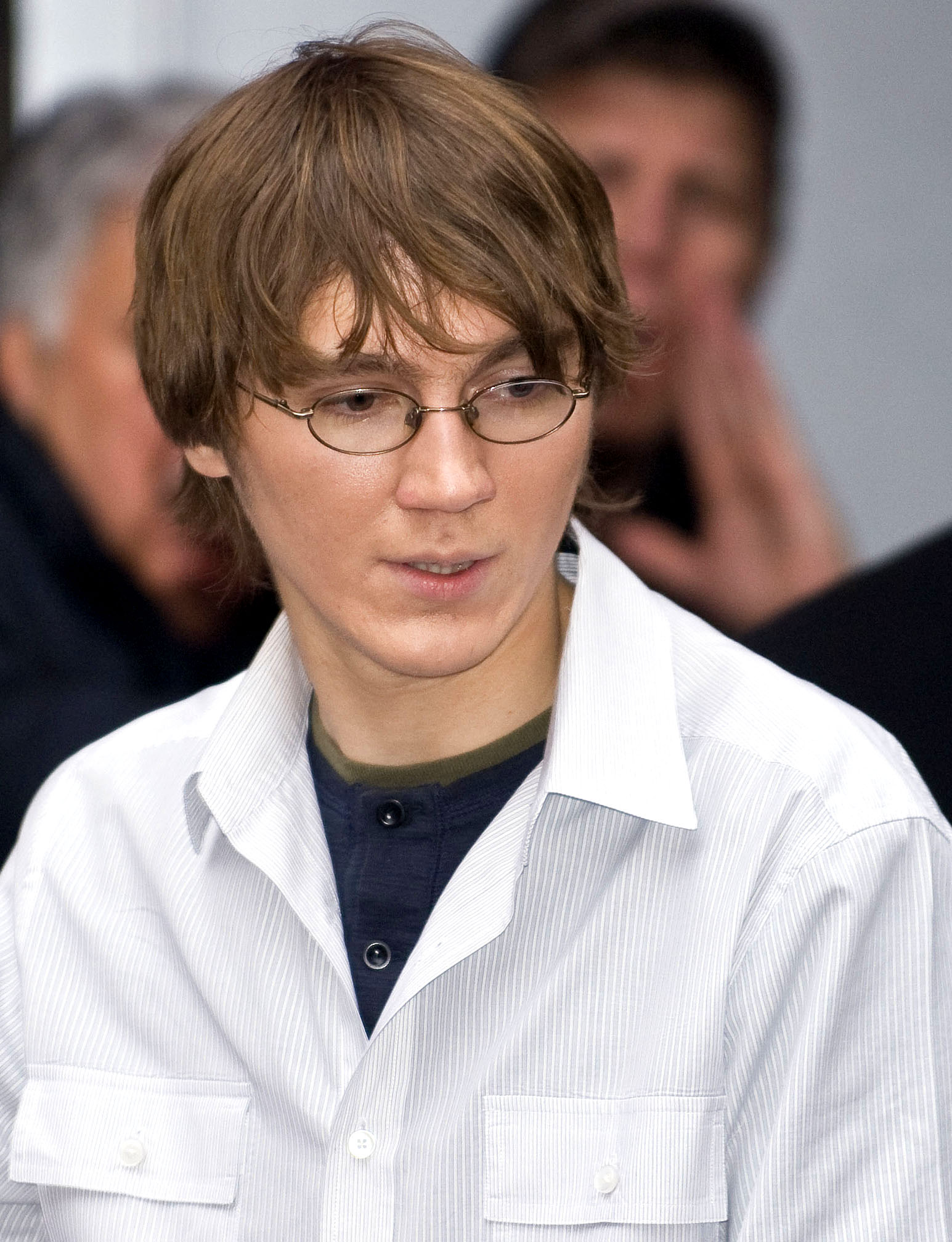
El actor Paul Dano en 2008.

El rodaje comenzó en junio de 2006 en Marfa, Texas, duró 10 meses. Los Ángeles fue otra de las locaciones de la cinta, pero la mayoría de las secuencias fueron grabadas en Texas. El director cambió al actor Kel O'Neill por Paul Dano, pues en un diario se dio a conocer que Day-Lewis intimidaba al actor por su intensa caracterización dentro y fuera de filmación. Más tarde Day-Lewis y el director negaron que fuera así.
Dano fue elegido por Anderson al verlo en otra cinta, el actor contó con 4 días para preparar a su personaje. Las escenas al interior de la mansión fueron rodadas en Beverly Hills. There Will Be Blood fue filmada usando cámaras Panavision XL de 35 mm. Durante la filmación Day-Lewis sufrió un accidente que le dejó una costilla rota.

### Banda sonora
Anderson quedó impresionado con el trabajo de Jonny Greenwood en el documental Bodysong y le pidió trabajar para la película. Greenwood aceptó realizar la banda sonora, pese a que al principio dudaba, el compositor de Radiohead se dedicó durante tres semanas a componer la música. En diciembre de 2008 la banda sonora de Greenwood fue nominada en la edición 51 de los Premios Grammy en la categoría de mejor música en película, televisión y otro medio.

#### Lista de canciones
Todas las canciones escritas y compuestas por Jonny Greenwood.. 
| N.º | Título                     | Duración |  |
| 1.  | «Open Spaces»              | 3:55     |  |
| 2.  | «Future Markets»           | 2:41     |  |
| 3.  | «Prospectors Arrive»       | 4:34     |  |
| 4.  | «Eat Him by His Own Light» | 2:41     |  |
| 5.  | «Henry Plainview»          | 4:14     |  |
| 6.  | «There Will Be Blood»      | 2:05     |  |
| 7.  | «Oil»                      | 3:06     |  |
| 8.  | «Proven Lands»             | 1:51     |  |
| 9.  | «HW / Hope of New Fields»  | 2:30     |  |
| 10. | «Stranded the Line»        | 2:21     |  |
| 11. | «Prospectors Quartet»      | 2:57     |  |

| Canciones extra |                                               |          |  |
| N.º             | Título                                        | Duración |  |
| 12.             | «HW / Hope of New Fields (versión orquestal)» | 2:32     |  |
| 13.             | «Prospectors Quartet (versión orquestal)»     | 2:56     |  |
| 14.             | «De-Tuned Quartet»                            | 4:32     |  |

## Recepción y críticas
El sitio web Rotten Tomatoes tiene registrada una calificación de 8.4/10 basada en el 91% de las reseñas. En Metacritic tiene una calificación de 93/100 basada en 41 reseñas. El crítico Andrew Sarris definió la película como «un logro impresionante en representar la realidad de un evento pasado, en gran parte con un uso llamativo de actores aficionados y extras. En la revista Premiere se destacó la actuación de Day-Lewis y se definió como única. En una reseña del The New York Times Manohla Dargis explicó que «la película es ante todo una obra de arte consumada, una que trasciende el contexto históricamente tenso de su realización y tiene una estética placentera». La revista Esquire también destacó el trabajo del protagonista. Richard Schickel en una reseña para la revista Time catalogó a There Will Be Blood como «una de las más originales películas estadounidenses». Schickel también la eligió como una de las diez mejores del año 2007. En el diario The Times, el crítico James Christopher ubicó a la película como una de las mejores 100 en su lista de abril de 2008, solo debajo del clásico Casablanca.
Algunas críticas positivas, pero menos elogiosas, hablaron del final de la película. Roger Ebert, por ejemplo, dijo que la película «es fácil llamarla genial, pero no está seguro de su grandeza. Fue filmada en el mismo lugar que No Country for Old Men y tiene sus imperfecciones». En 2014, Peter Walker de The Guardian escribió que «puede que la escena final no sea la peor del cine reciente, pero es quizá la más inflada». Desde 2008 la película está incluida en el libro «1001 películas que ver antes de morir».
Muchos han visto la película como un comentario sobre la naturaleza del capitalismo y la codicia, y su presencia en la vida cotidiana estadounidense. David Denby, de la revista The New Yorker, describió la película como «la fuerza motriz del capitalismo que a la vez crea y destruye el futuro». Otros han notado temas de fe, religión y familia. Muchos sienten que el contraste entre Daniel y Eli representa la disparidad entre la fe y la avaricia. James Christopher, de The Times, definió la cinta como «una parábola bíblica sobre el fracaso de Estados Unidos en cuadrar la religión y la codicia».

## Premios
Oscar
| Año  | Categoría                 | Persona                                                    | Resultado |
| ---- | ------------------------- | ---------------------------------------------------------- | --------- |
| 2007 | Mejor película            | Paul Thomas Anderson JoAnne Sellar Daniel Lupi Scott Rudin | Candidata |
| 2007 | Mejor director            | Paul Thomas Anderson                                       | Candidato |
| 2007 | Mejor actor               | Daniel Day-Lewis                                           | Ganador   |
| 2007 | Mejor guion adaptado      | Paul Thomas Anderson                                       | Candidato |
| 2007 | Mejor fotografía          | Robert Elswit                                              | Ganador   |
| 2007 | Mejor dirección artística | Jack Fisk Jim Erickson                                     | Nominados |
| 2007 | Mejor montaje             | Dylan Tichenor                                             | Candidato |
| 2007 | Mejor edición de sonido   | Matthew Wood                                               | Candidato |

Globos de Oro
| Año  | Categoría              | Persona                | Resultado |
| ---- | ---------------------- | ---------------------- | --------- |
| 2008 | Mejor película - Drama | Mejor película - Drama | Candidata |
| 2008 | Mejor actor - Drama    | Daniel Day-Lewis       | Ganador   |

Premios BAFTA
| Año  | Categoría                  | Persona                                                                         | Resultado |
| ---- | -------------------------- | ------------------------------------------------------------------------------- | --------- |
| 2007 | Mejor película             | Mejor película                                                                  | Candidata |
| 2007 | Mejor director             | Paul Thomas Anderson                                                            | Candidato |
| 2007 | Mejor actor                | Daniel Day-Lewis                                                                | Ganador   |
| 2007 | Mejor actor de reparto     | Paul Dano                                                                       | Candidato |
| 2007 | Mejor guion adaptado       | Paul Thomas Anderson                                                            | Candidato |
| 2007 | Mejor música original      | Jonny Greenwood                                                                 | Candidato |
| 2007 | Mejor fotografía           | Robert Elswit                                                                   | Candidato |
| 2007 | Mejor diseño de producción | Jack Fisk Jim Erickson                                                          | Candidato |
| 2007 | Mejor sonido               | Christopher Scarabosio Matthew Wood John Pritchett Michael Semanick Tom Johnson | Nominados |

Premios del Sindicato de Actores
| Año  | Categoría   | Persona          | Resultado |
| ---- | ----------- | ---------------- | --------- |
| 2007 | Mejor actor | Daniel Day-Lewis | Ganador   |

Festival de Cine de Berlín
| Año  | Categoría                      | Persona              | Resultado |
| ---- | ------------------------------ | -------------------- | --------- |
| 2007 | Oso de Oro                     | Oso de Oro           | Candidata |
| 2007 | Oso de Plata al Mejor Director | Paul Thomas Anderson | Ganador   |
| 2007 | Premio a la Mejor banda sonora | Jonny Greenwood      | Ganador   |